# Bryum orthotheciellae
Bryum orthotheciellae är en bladmossart som beskrevs av C. Müller 1883. Bryum orthotheciellae ingår i släktet bryummossor, och familjen Bryaceae. Inga underarter finns listade i Catalogue of Life.